# Leo Kempinski
Leo Kempinski  född 1908 i Tyskland död 24 maj 1958 i Hampton, Connecticut, var en tysk-amerikansk kompositör.